# La Bastide-de-Lordat
La Bastide-de-Lordat è un comune francese di 267 abitanti situato nel dipartimento dell'Ariège nella regione dell'Occitania.

## Società

### Evoluzione demografica
Abitanti censiti